# 須江薬品
株式会社須江薬品（すえやくひん）は、かつて存在した医薬品・医療機器を取り扱う企業である。東邦薬品の完全子会社であった。共創未来グループの一社として群馬・栃木両県を営業区域としたが、2013年10月1日に東邦薬品に吸収合併された。

## 沿革
- 1956年3月：群馬県桐生市にマルス薬品商会を創業。
- 1958年3月：本社を移転。同時に須江薬品商会を設立。
- 1964年10月：現社名に商号変更。
- 1967年3月：株式会社に組織変更。
- 1977年4月：当時の新田郡笠懸村（現在のみどり市）に本社を移転。また桐生市に支店を設立。
- 2008年11月：東邦薬品株式会社（初代、現・東邦ホールディングス株式会社）の完全子会社となる。
- 2013年10月：東邦薬品株式会社に吸収合併され解散。

## 主な取引メーカー
- 東邦薬品、塩野義製薬、小野薬品工業、旭化成、持田製薬、三菱ウェルファーマ、エーザイ